# Rød dværgmispel
Rød dværgmispel (Cotoneaster integerrimus) er en op til 1 meter høj busk, der i Danmark (Bornholm) vokser i klippeterræn. Planten skaber jordtræthed.

## Beskrivelse
Rød dværgmispel er en løvfældende busk med en opret, tæt forgrenet og kuplet vækst. Barken er først lysegrøn (men rødbrun på lyssiden) og behåret. Senere bliver den brun og behåret. Gamle grene har en glat, brun bark med sølvgrå afskalninger. Knopperne sidder spredt, og de er fladtrykt ovale med tæt, grå hårklædning. Bladene er ovale og helrandede med blank, mørkegrøn overside og hvidgrå, tæt behåret underside.
Blomstringen sker i maj. Blomsterne er samlet i små knipper ved bladhjørnerne, og de enkelte blomster er 5-tallige og små med hvide eller lyserøde kronblade. Frugterne er blanke bæræbler.
Rodnettet er kraftigt og når både dybt ned og langt ud.
Højde x bredde og årlig tilvækst: 1 x 1 m (10 x 10 cm/år).

## Voksested
Arten er udbredt fra Vesteuropa til Mellemøsten, Kaukasus og Østasien. Bestandene i Skandinavien betragtes af nogle botanikere som tilhørende en særskilt art: Cotoneaster scandinavicus, men det er der ikke enighed om. I Danmark er arten vildtvoksende på Bornholm.
I Finland findes den på løvenge af "fennoskandisk type" sammen med bl.a. hassel, hjertegræs, alm. hvidtjørn, soløje, blodrød storkenæb, hulkravet kodriver, hvid anemone, lancetvejbred og slåen.
| Portal | Portal:Botanik |

## Note
1. ↑  Outi Airaksinen och Krister Karttunen (red.): Natura 2000 handbok över de finska naturtyperna (Webside ikke længere tilgængelig)